# Rio Camena
O Rio Camena é um rio da Romênia, afluente do Rio Slava, localizado no distrito de Tulcea.